# Kapitularz (architektura)

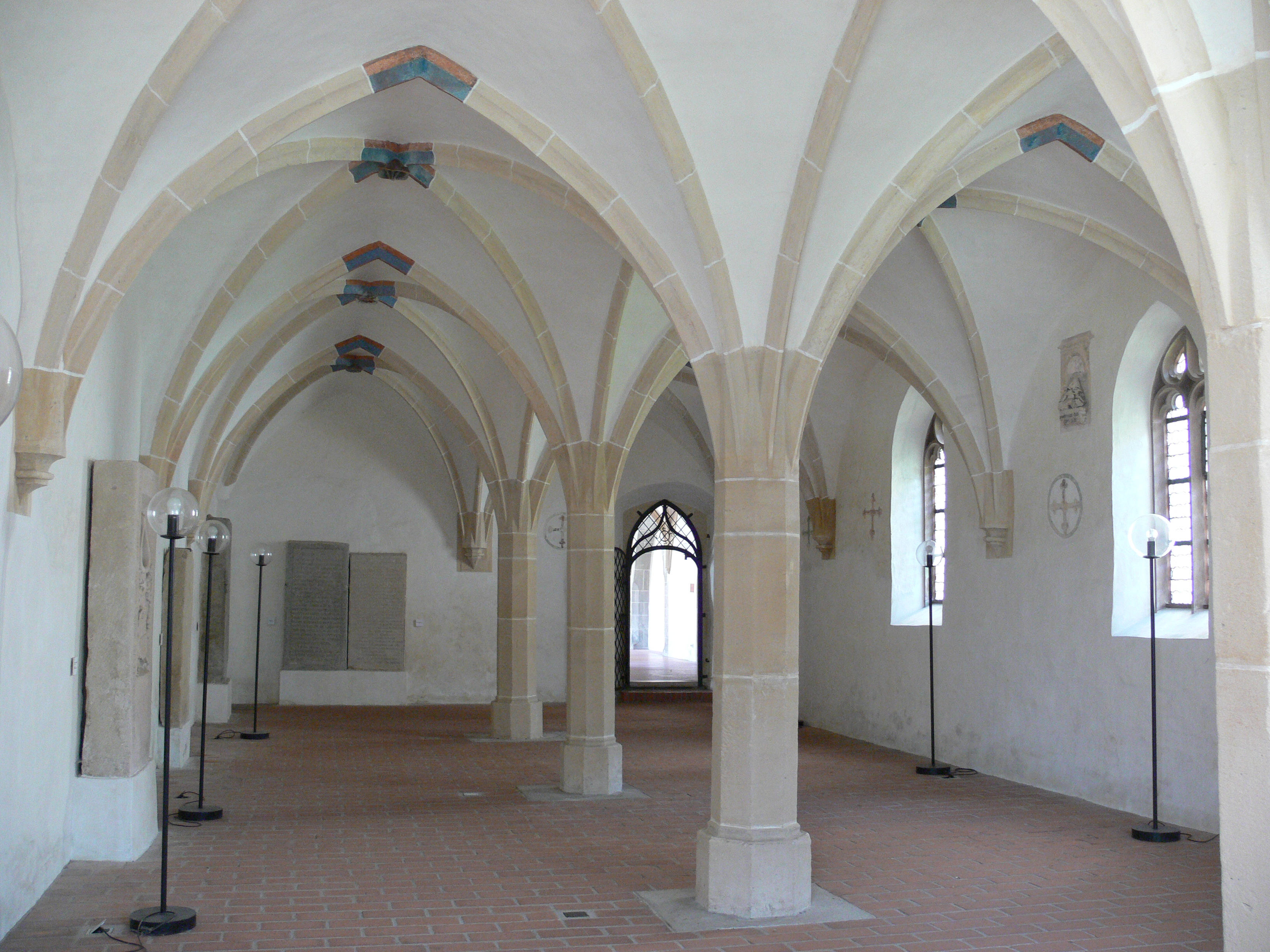
Kapitularz, klasztor Blaubeuren

Kapitularz – jedno z pomieszczeń klasztornych, służące zakonnikom do zebrań, także sala zebrań kapituły kanoników.
Najczęściej usytuowany był w pobliżu prezbiterium lub przy krużganku w skrzydle wschodnim zabudowań klasztornych. Kapitularz obiegały wokół przyścienne drewniane ławy. Swym urozmaiconym układem przestrzennym i bogatym wystrojem architektonicznym wyróżniały się szczególnie w okresie gotyku.
Kwestią kontrowersyjną wśród naukowców jest istnienie kapitularzy na zamkach zakonu krzyżackiego, których funkcję pełniły zdaniem niektórych badaczy refektarze. Niedawne badania, które objęły średniowieczne zasoby źródłowe, pozwoliły na stwierdzenie, że takie pomieszczenie w przestrzeni zamków krzyżackich w ogóle nie funkcjonowało.